# Irina De Knop
Irina De Knop (Asse, 5 juli 1978) is een Belgisch politica voor Open Vld. Ze is burgemeester van de Vlaamse gemeente Lennik in het Pajottenland en was Vlaams volksvertegenwoordiger tussen 2009 en 2014.

## Biografie
De Knop studeerde in 2000 af als licentiaat in de politieke wetenschappen na studies in Brussel en Leuven. Daarna behaalde ze in 2001 een MBA in Algemeen Management aan de Vlerick Leuven Gent Management School. Van 2001 tot 2003 werkte ze als brand manager bij de multinational Unilever en daarna was ze van 2003 tot 2009 werkzaam op het kabinet van Brussels minister Guy Vanhengel (Open Vld), waar ze vooral werkte aan dossiers die verband hielden met onderwijs en vorming. Sinds 2016 is De Knop eveneens gecertificeerd ICF-coach.
De Knop begon haar politieke carrière als lokaal jongerenvoorzitter van VLD in Asse en als regionaal VLD-jongerenvoorzitter in Brussel-Halle-Vilvoorde. In 2006 werd ze verkozen tot gemeenteraadslid van Lennik. In 2007 werd ze er schepen en in 2011 werd ze burgemeester van Lennik als opvolgster van Willy De Waele, die ontslag nam om persoonlijke redenen. Ze was van 2006 tot 2009 ook provincieraadslid van Vlaams-Brabant.
Zowel in 2011, 2015 als in 2017 kwam de lokale bestuursmeerderheid in de problemen door ruzie met eigen liberale schepenen die protesteerden tegen De Knops manier van werken en zich vervolgens afscheurden en als onafhankelijken gingen zetelen. Desalniettemin bleef de Lijst Burgemeester bij de verkiezingen in 2012 nog net de grootste. Ook na de gemeenteraadsverkiezingen van 2018 en die van 2024 kon De Knop burgemeester van Lennik blijven.
Bij de rechtstreekse Vlaamse verkiezingen van 7 juni 2009 werd Irina De Knop verkozen in de kieskring Vlaams-Brabant. Tot mei 2014 zetelde ze in het Vlaams Parlement, maar raakte toen niet herkozen. Als Vlaams Parlementslid zetelde De Knop van 2009 tot 2014 in de commissie Onderwijs en Gelijke Kansen en van 2011 tot 2014 in de commissie Brussel en Vlaamse Rand.
Ze werd eveneens lid van de denktank Liberales. Na haar parlementaire loopbaan was ze van 2015 tot 2024 lid van de raad van bestuur van De Lijn en van 2014 tot 2018 bestuurder van de Universiteit Gent.
De Knop werd bij de federale verkiezingen van juni 2024 aangesteld tot lijsttrekker van Open Vld in Vlaams-Brabant en werd zodoende verkozen in de Kamer van volksvertegenwoordigers. De Knop werd er lid van de commissies Gezondheid en Gelijke Kansen en Mobiliteit en Overheidsbedrijven.